# رودريغو كابيزا
رودريغو كابيزا (14 يناير 1992 في ساو باولو في البرازيل – )؛ هو لاعب كرة قدم سابق كان يلعب كمهاجم.

## وصلات خارجية
- رودريغو كابيزا على موقع رابطة كرة القدم اليابانية للمحترفين (اليابانية)
- رودريغو كابيزا على موقع قاعدة بيانات كرة القدم.إي يو (الإنجليزية)
- رودريغو كابيزا على موقع Soccerway.com (الإنجليزية)